# La Mejorana
Rosario Monge Monge (Cádiz, 1 de febrero de 1858-Madrid, 13 de enero de 1920), conocida como La Mejorana fue una bailaora de flamenco española.

## Trayectoria
María del Rosario Ignacia Monge Monge nació el 1 de febrero de 1858 en el barrio de la Viña de Cádiz, hija de José Alonso Monge Heredia y María de los Dolores Monge Jiménez. En la familia de Monge estaba muy arraigada la tradición flamenca. Era sobrina de Ana Monge La Cachuchera, bailarina conocida por sus interpretaciones por Soleares. En 1878, ya con el sobrenombre de La Mejorana, era una bailarina muy respetada. Bailó en los cafés cantantes más famosos de Sevilla, como el Café del Burrero, de Manuel Ojeda y el de Silverio Franconetti. También trabajó en el Café de Chinitas de Málaga.
Fue en uno de estos cafés donde conoció a su futuro marido Víctor Rojas Teresa, un sastre de trajes de luces, renunciando en 1881 a su profesión de bailarina y a partir de entonces se dedicó por completo a su familia. El matrimonio tuvo dos hijos, la bailaora y cantaora Pastora Imperio y el guitarrista Víctor Rojas Monge.
Aunque La Mejorana tuvo una corta trayectoria artística, ya que se retiró pronto, algunas de sus iniciativas marcaron tendencia en la historia del flamenco. Fue una de las primeras y máximas, en su momento, intérpretes de alegrías, bulerías, tanguillos y cantiñas.
Según la tradición, también fue una de las primeras en llevar la bata de cola, un vestido típico del flamenco. Vistió y balanceó el gran mantón conocido como mantón de Manila. Fue la primera en usar los brazos en poses elevadas que ahora se consideran elementos típicos del lenguaje flamenco.
Fernando el de Triana describió su efecto de la siguiente manera:

No era mejor que las mejores, pero no había ninguna mejor que ella. […] Su cara era blanca como el jazmín; de su boca, los labios eran corales […] y, cuando se reía, dejaba ver, para martirio de los hombres, un estuche de perlas finas, que eran sus dientes; su cabello, castaño claro, casi rubio; sus ojos, no eran ni más ni menos que dos luminosos focos verdes; y como detalle divino para coronar su encantadora belleza, era remendada, pues sus arqueadas y preciosas cejas y sus rizadas y abundantes pestañas, eran negras, como negras eran las ‘ducas‘ que pasaban los pocos hombres que tenían la desgracia, (…) de hablar con ella siquiera cinco minutos.
Fernando el de Triana

Y continuó escribiendo:

Su figura era escultural y cuidaba siempre de vestir los colores que más la hermoseaban, su bata de cola de percal y su gran mantón de Manila.

Inspiró a Manuel de Falla su obra El amor brujo, cantándole palos flamencos como soleares, seguiriyas, zambras, polos y martinetes y relatándole leyendas y costumbres gitanas.